# كتلة التحرير الطلابية
كتلة التحرير الطلابية هي منظمة طلابية فلسطينية، والذراع الطلابي لجبهة التحرير الفلسطينية.
فازت في عام 2008 بمقعدين في انتخابات مجلس اتحاد الطلبة في جامعة القدس.